# Kastie

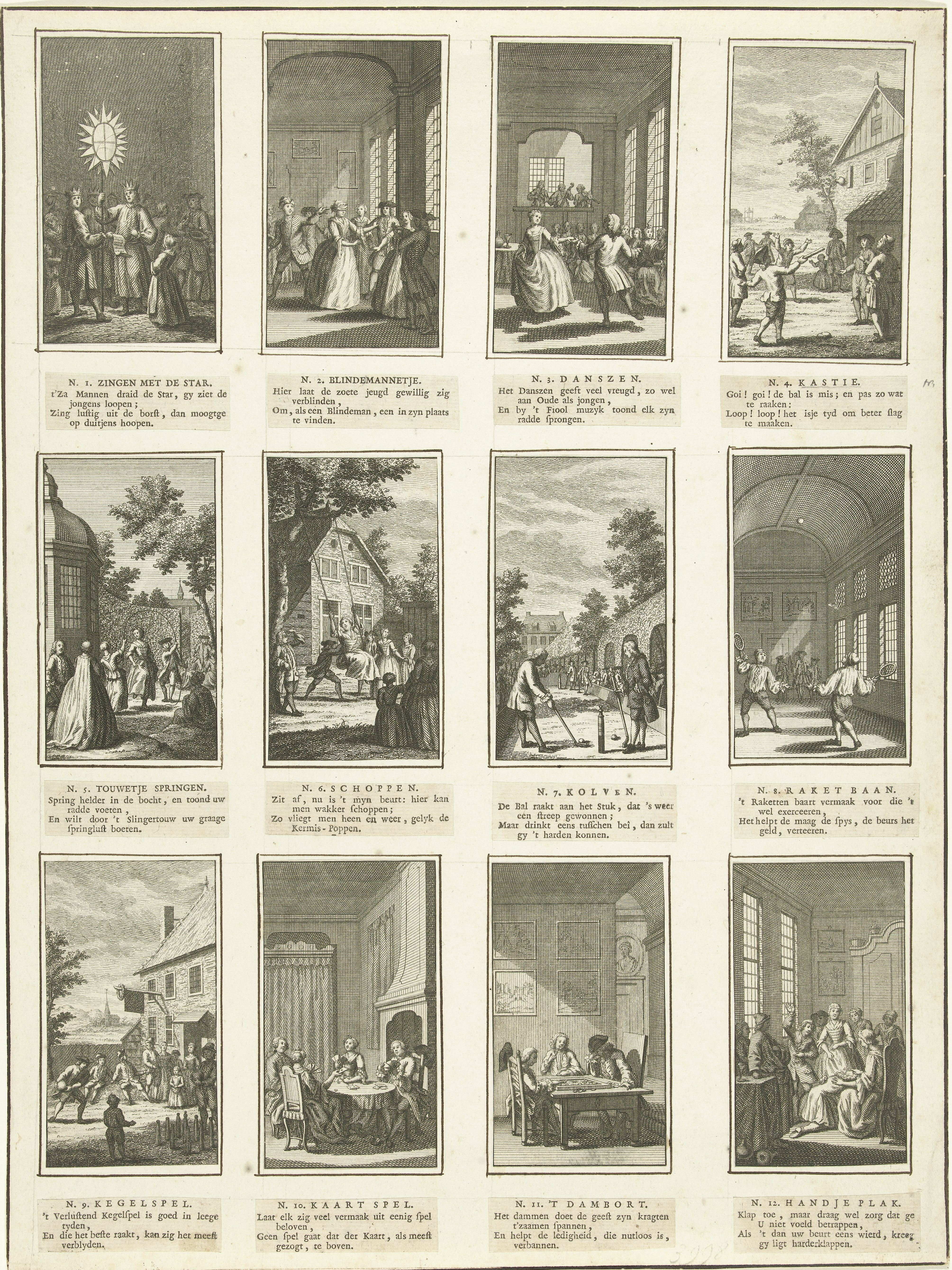
Twaalf Hollandse spelen, omstreeks 1750 met rechtsboven kasteel

Kastie of kastiebal is een balsport die enigszins lijkt op honkbal. Het spel wordt vaak gespeeld op basisscholen.
Het spel wordt gespeeld op een rechthoekig veld van 50 pas lengte en 30 pas breedte. Aan de kopse kant van het veld bevindt zich een 5 pas diep slagperk met slaghonk.
Net zoals bij honkbal is er een veldpartij en een slagpartij. In het rechthoekige veld staan drie palen als honk. Twee van die palen staan achter in het veld, op 45 pas van het slagperk, en fungeren als "eindhonk", één staat dicht bij het slagperk, op vijf pas, en fungeert als "vluchthonk".
Een speler van de slagpartij slaat met een knuppel de bal in het veld. Anders dan bij honkbal moet hij niet een ronde rond de honken lopen, maar heen en weer naar een eindhonk en dan terug naar het slagperk. Hij mag daarbij een tussenstop op het vluchthonk maken. 
Lukt het de speler om in een eigen slagbeurt terug te keren naar het slagperk dan verdient hij twee punten. Op het moment dat de speler tijdens de slag van een teamgenoot terug in het slagperk komt dan verdient hij een punt.
Wanneer de speler onderweg wordt uitgebrand, dan wisselen de partijen van kant. Dit moet gelijk gebeuren. Op deze manier kan de zojuist geworden veldpartij iemand uitbranden door hem uit te gooien. Deze onmiddellijke wissel wordt een ''paniekwissel'' genoemd.
De honken kunnen zo vol lopen, dat er nog maar een slagman over is. Zodra deze laatste man aan de beurt is, hoeft hij pas te lopen op zijn derde slag. Zijn alle slagmensen in het veld, dan kan wisselen worden afgedwongen door het slagperk, waarin zich een slaghonk bevindt, uit te branden. Deze wissel is echter geen paniekwissel, want er kan niet onmiddellijk uitgebrand worden. 
Wanneer wordt er gewisseld?
- Een speler van de slagpartij wordt onderweg gebrand.
- Als alle slagmensen in het veld zijn kan wisselen worden afgedwongen door het slagperk uit te branden.
- Drie vangballen
- Een speler van de slagpartij laat zich buiten het veld drijven.
- De derde slag van de laatste slagman is fout
- Er wordt opzettelijk gehinderd.